# Тайчжунский метрополитен
Тайчжунский метрополитен — система скоростного внеуличного городского транспорта в городе Тайчжун, Китайская Республика.

## История
Открыт 25 апреля 2021 года, став четвёртым метрополитеном на Тайване.

## Строительство
В апреле 2025 заключены договора о строительстве второй линии/Синей метро города, 24,8 км, 20 станций (12 подземных, 8 надземных). работы начнутся во второй половине 2025. Строительство займет 14 лет, пуск в 2034.

## Линии
В городе будет построено три линии метро.
- 1 линия/Зелёная — 16 станций, 17 км. Пробное движение начато 16-21 ноября 2020 года. Открыта 25 апреля 2021 года.
- 2 линия/Синяя - 20 станций, 24,8 км. Открытие в 2034.
- 3 линия/Оранжевая - проектируется.

## Пассажиропоток
В 2024 Зелёной линией пользовались 42,8 тыс. в день.

## Пуск
Состоялся  25 апреля 2021 года. 
Линия полностью наземная, в основном (кроме обеих конечных станций) на эстакадах.